# Astropeiler Stockert
Der Astropeiler Stockert bei Bad Münstereifel-Eschweiler im nordrhein-westfälischen Kreis Euskirchen ist ein Radioteleskop mit 25 m Spiegeldurchmesser auf dem Berg Stockert in der Eifel.

## Geographische Lage
Der Astropeiler Stockert steht im Eifelteil Münstereifeler Wald auf dem 433,9 m ü. NHN hohen Berg Stockert – direkt östlich von dessen Gipfel. Er befindet sich zwischen Eschweiler und Holzheim, im äußeren Westen der Gemarkung des Bad Münstereifeler Stadtteils Eschweiler.
Auf dem Gelände steht etwa 110 m ostsüdöstlich des Astropeilers ein 10-Meter-Spiegel, der ebenfalls vom Astropeiler aus betrieben wird. 
Etwa 12,4 km (Luftlinie) südöstlich nahe Effelsberg befindet sich das Radioteleskop Effelsberg mit einem Spiegeldurchmesser von 100 m, das als Nachfolger des Astropeilers Stockert angesehen werden kann.

## Geschichte
Auf dem Stockert wurde 1955 bis 1956 mit dem Astropeiler Stockert (auch Radio-Sternwarte Stockert genannt) Deutschlands erstes Radioteleskop errichtet. Es wurde am 17. September 1956 eingeweiht. Der Teleskopspiegel hat 25 m Durchmesser und wiegt 90 Tonnen.
Der Astropeiler wurde in seiner Geschichte überwiegend in der Erforschung des 21-cm-Bands und des 11-cm-Bands eingesetzt, unter anderem für mehrere Durchmusterungen und Kontinuumsmessungen, die Anlage spielte auch eine Rolle in der Entwicklung neuer Empfangstechnologie, die hier getestet wurde.
Bis 1993 nutzten die Universität Bonn und das Max-Planck-Institut für Radioastronomie die Anlage, ab 1979 nicht mehr zu Forschungszwecken, sondern zur Ausbildung von Studenten.
1997 wurde der Astropeiler vom damaligen Digital-Audio-Unternehmen creamware übernommen und bis 2004 als Inspirationsquelle sowie für deren Woodstockert-Musikfestivals genutzt.
Seit 1999 steht die Anlage als Industriedenkmal unter Denkmalschutz. Eigentümer ist seit 2005 die NRW-Stiftung, betrieben wird die Anlage seitdem von einem Verein, dem Astropeiler Stockert e.V.

## Heutige Nutzung
Am 2. Mai 2010 wurde das Radioteleskop im Beisein von Mitgliedern der NRW-Stiftung, der stellvertretenden Landrätin des Landkreises Euskirchen, des Bürgermeisters der Stadt Bad Münstereifel sowie Vertretern der örtlichen Parteien feierlich wiedereröffnet. Davor lagen vier Jahre intensiver ehrenamtlicher Restaurierung durch zahlreiche Mitglieder des Vereins, die – neben den beauftragten Firmen – entweder durch handwerkliche Fähigkeiten oder Hilfen im Bereich Wissenschaft, Hard- und Software oder Dokumentation wesentlich zum Wiedereinsatz des Astropeilers beitrugen und dessen zukünftige Erhaltung sichern. Es wird weiterhin wissenschaftlich am Radioteleskop gearbeitet und es finden Universitätspraktika statt, die Anlage wird außerdem als außerschulischer Lernort genutzt. Interessierte Lehrer werden zuerst vor Ort in die Materie eingewiesen, und so in die Lage versetzt, dieses Wissen am Astropeiler selbst an ihre Schüler weitergeben zu können. Mitglieder des Vereins, die sich z. B. aus Funkamateuren, Hobby-Astronomen oder sogar einigen wissenschaftlich tätigen Radioastronomen zusammensetzen, stehen ihnen dabei zur Seite.

## Galerie

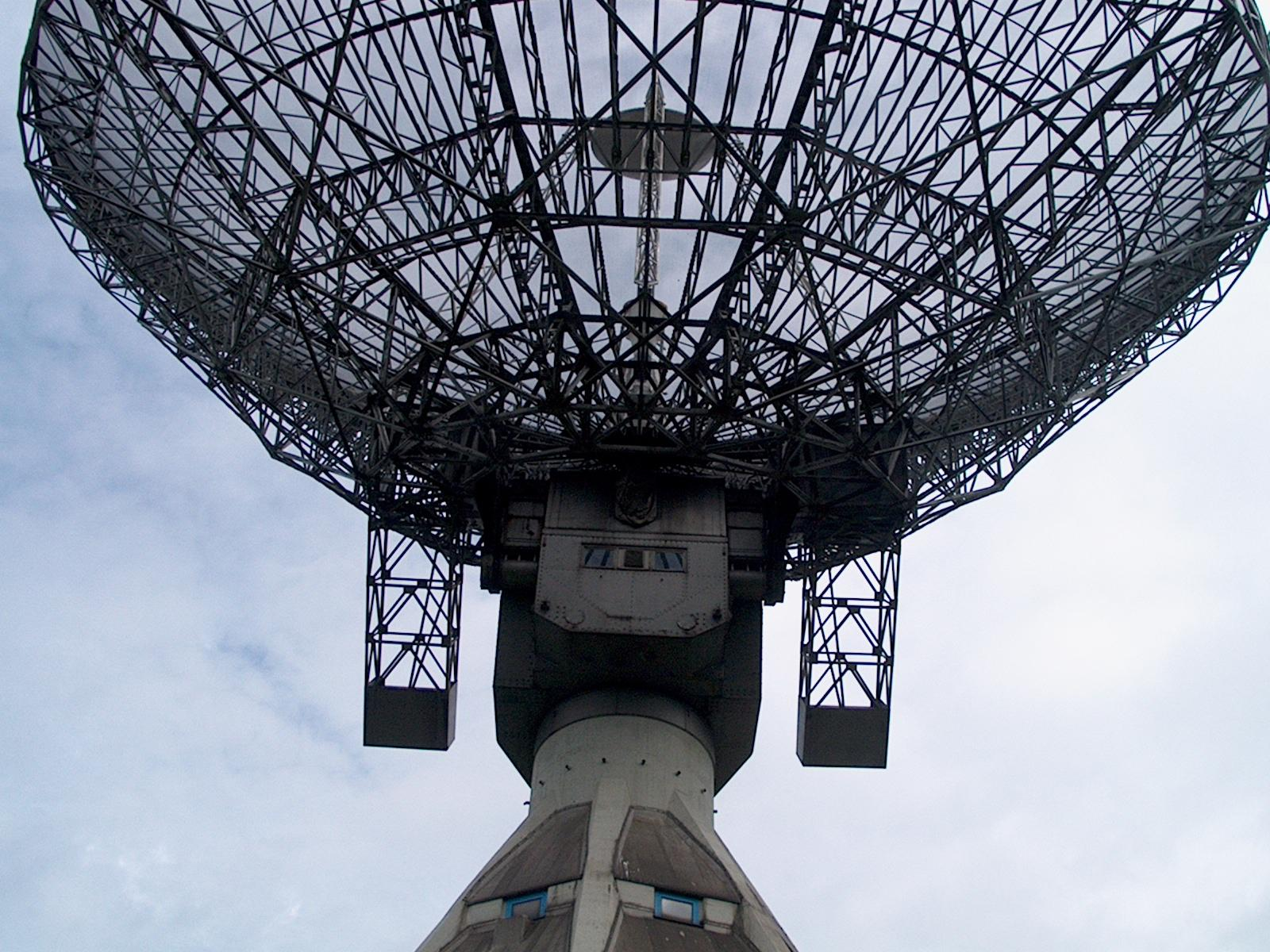
Detailaufnahme
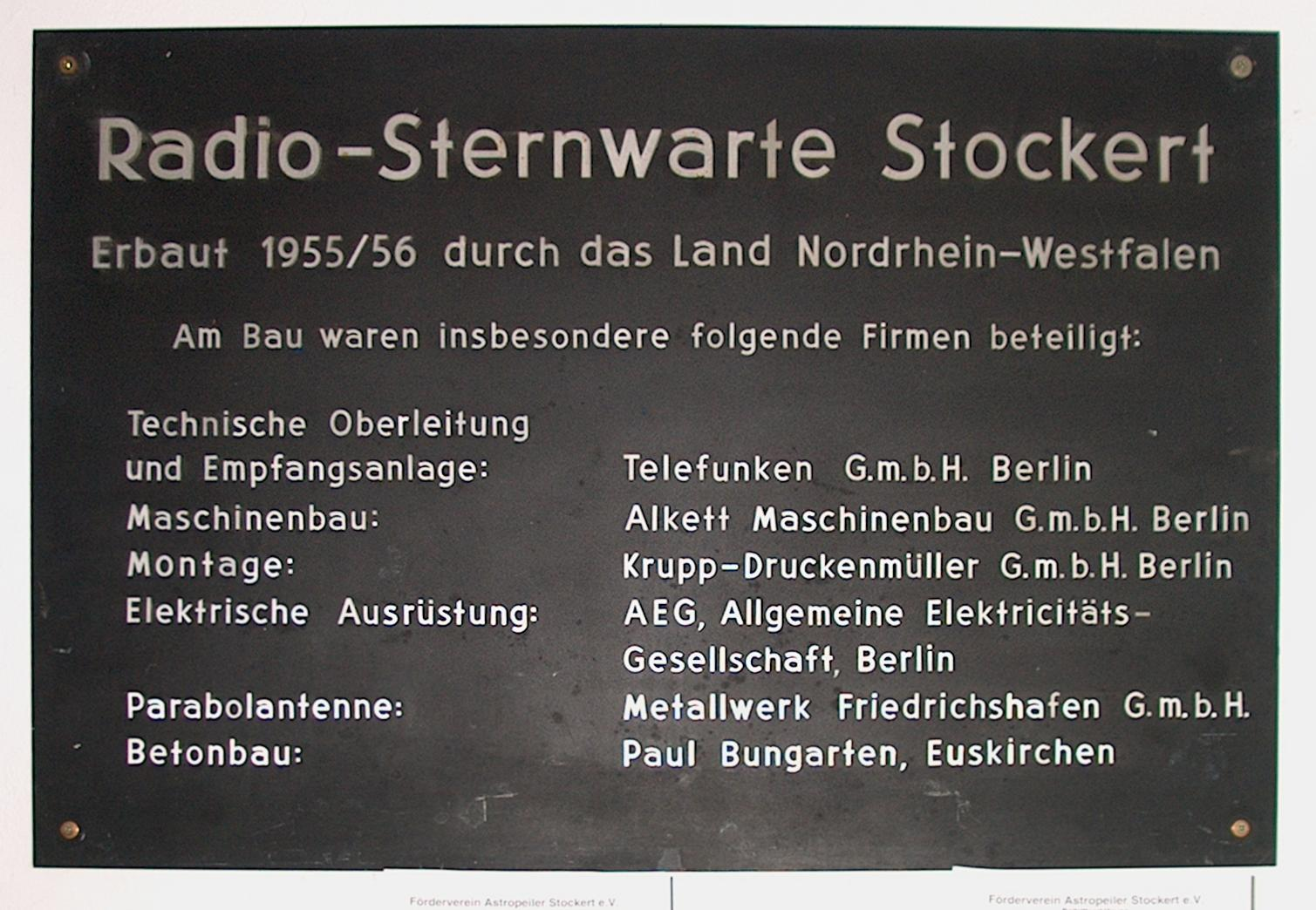
Hinweistafel im Gebäude
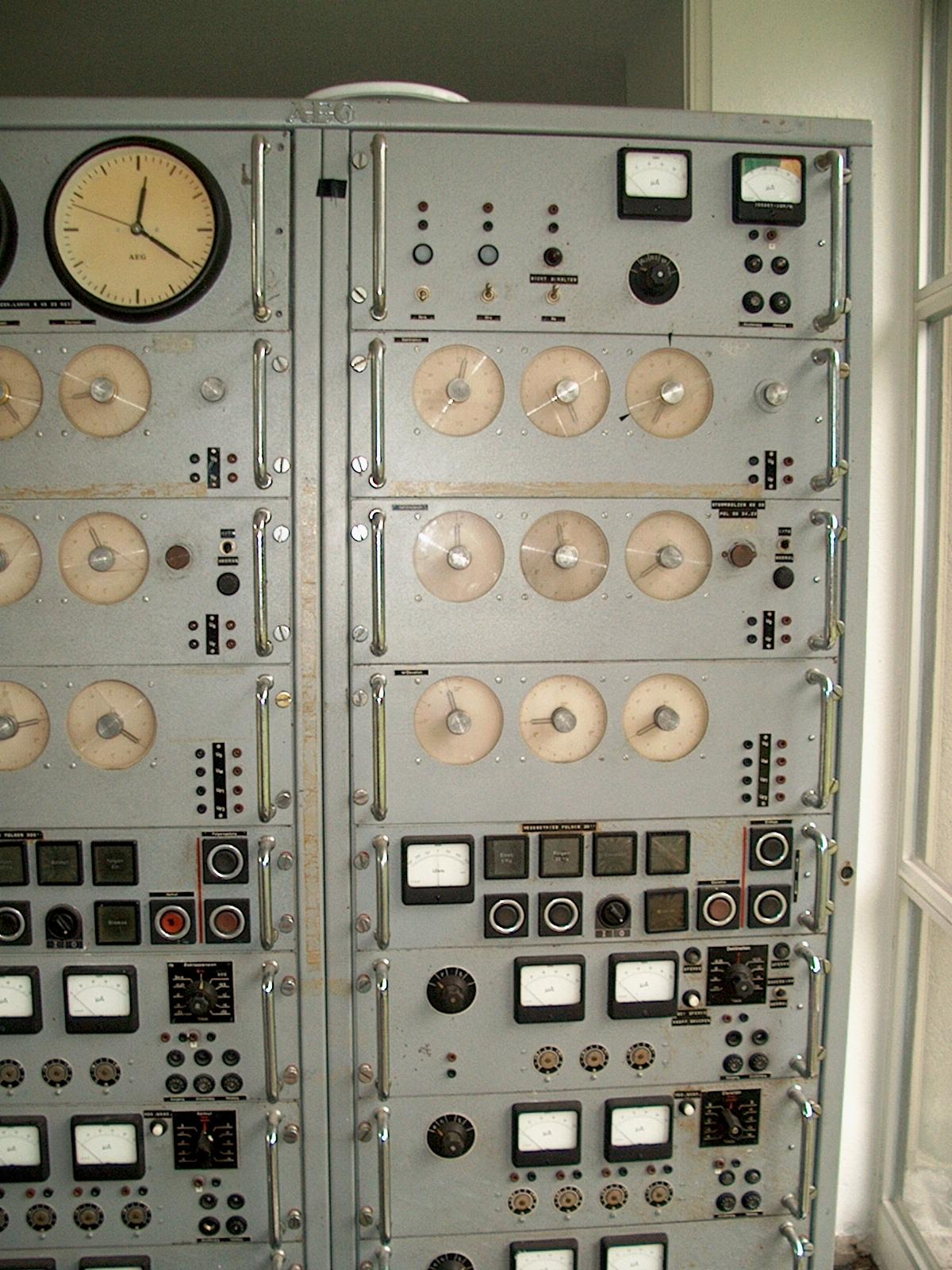
Historische Steuerungstechnik
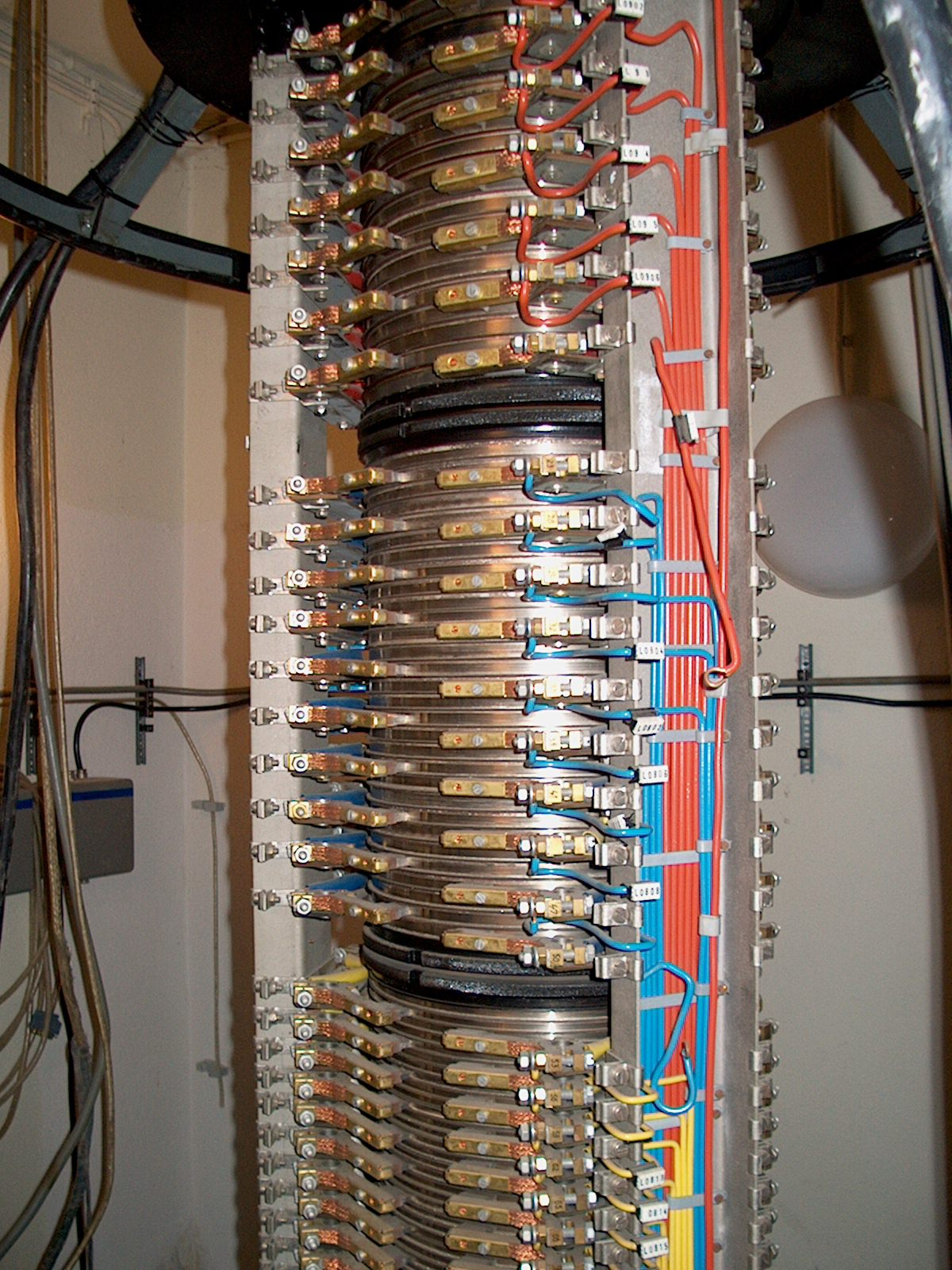
Gleitkontaktsatz. Die Gleitkontakte ermöglichten die kontinuierliche Drehung des Spiegels während der Zeit der militärischen Nutzung als Radarantenne
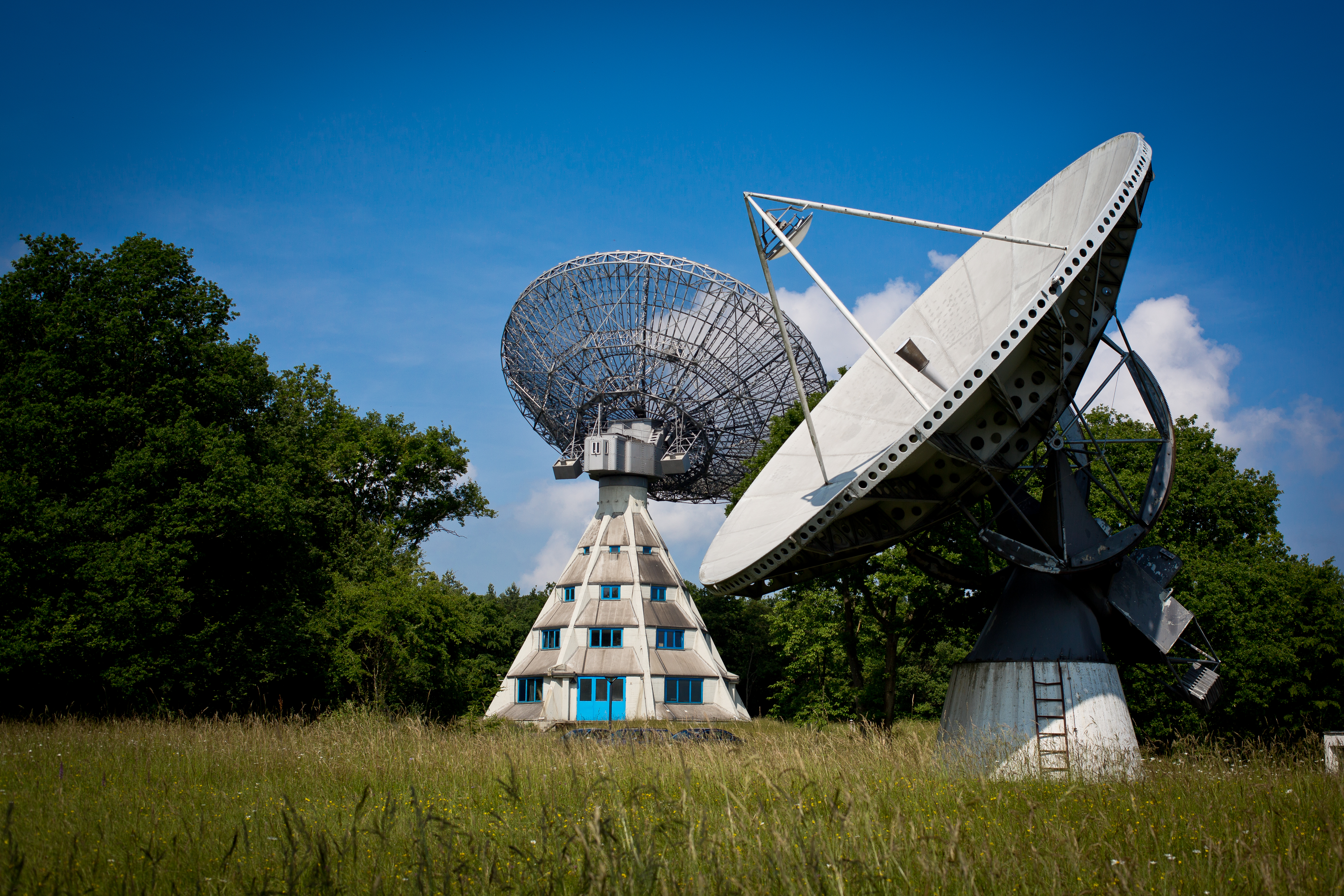
10-Meter-Spiegel auf dem Stockert; im Hintergrund der Astropeiler
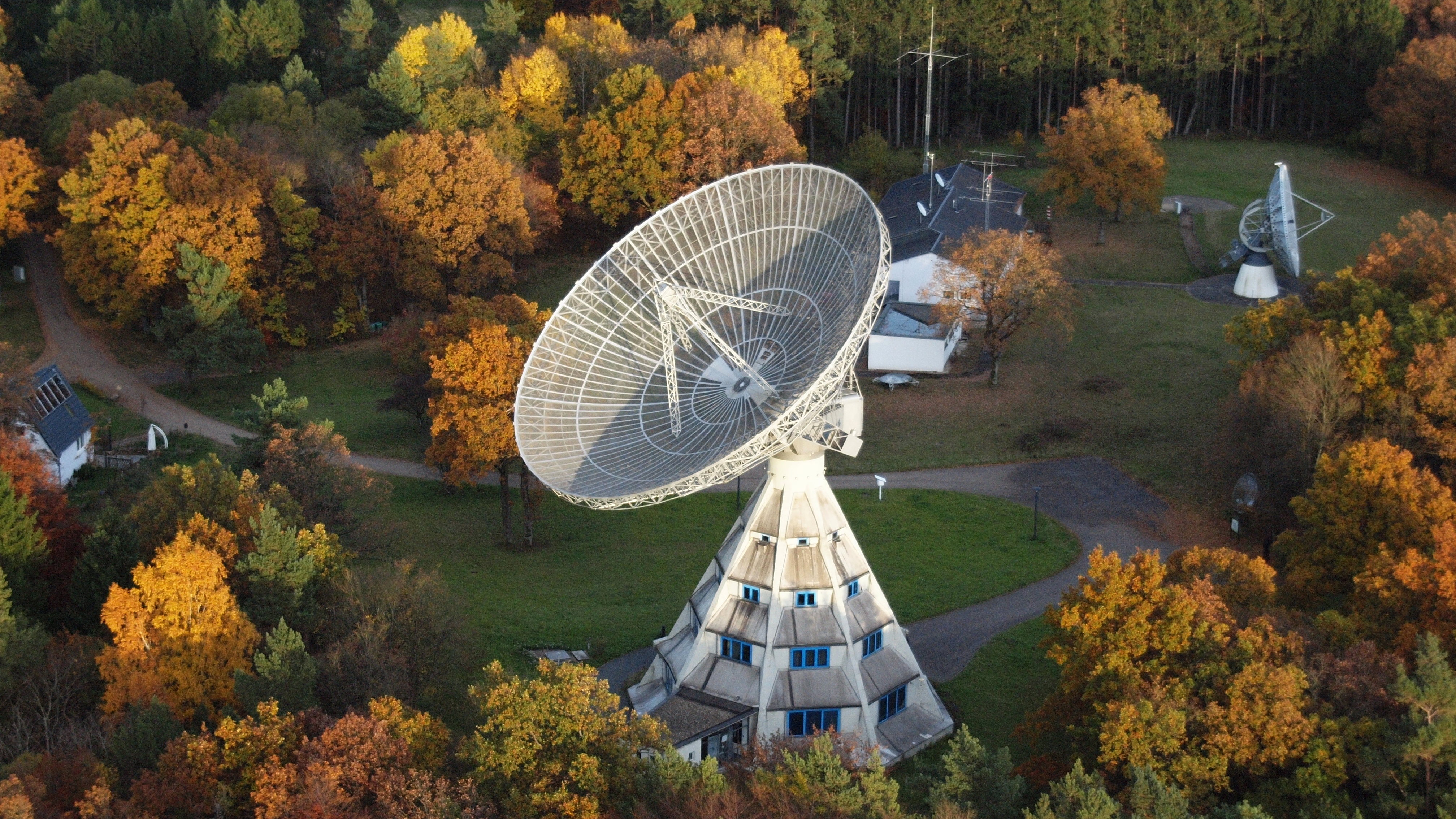
Luftaufnahme (2015)
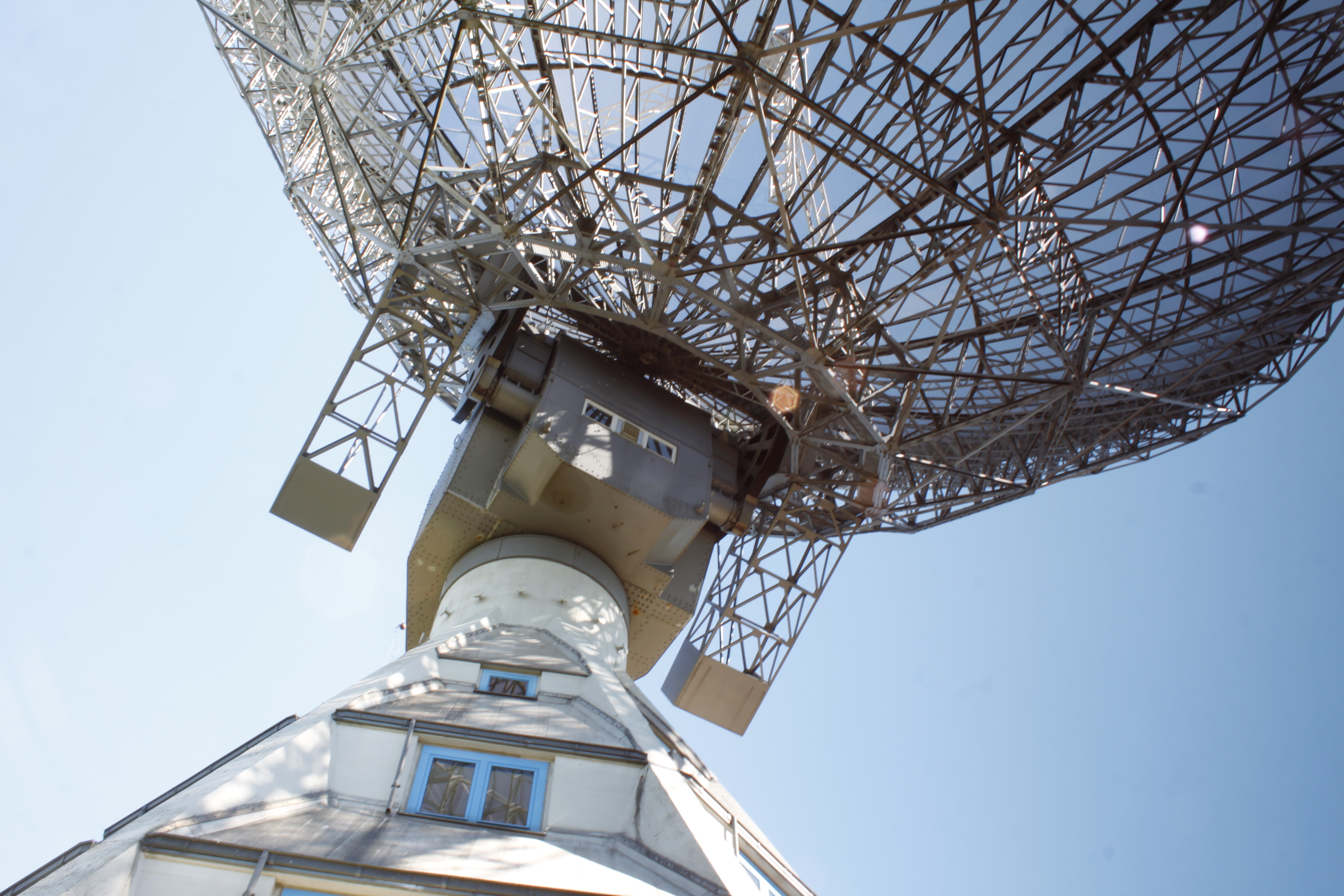
Blick auf den Drehmechanismus
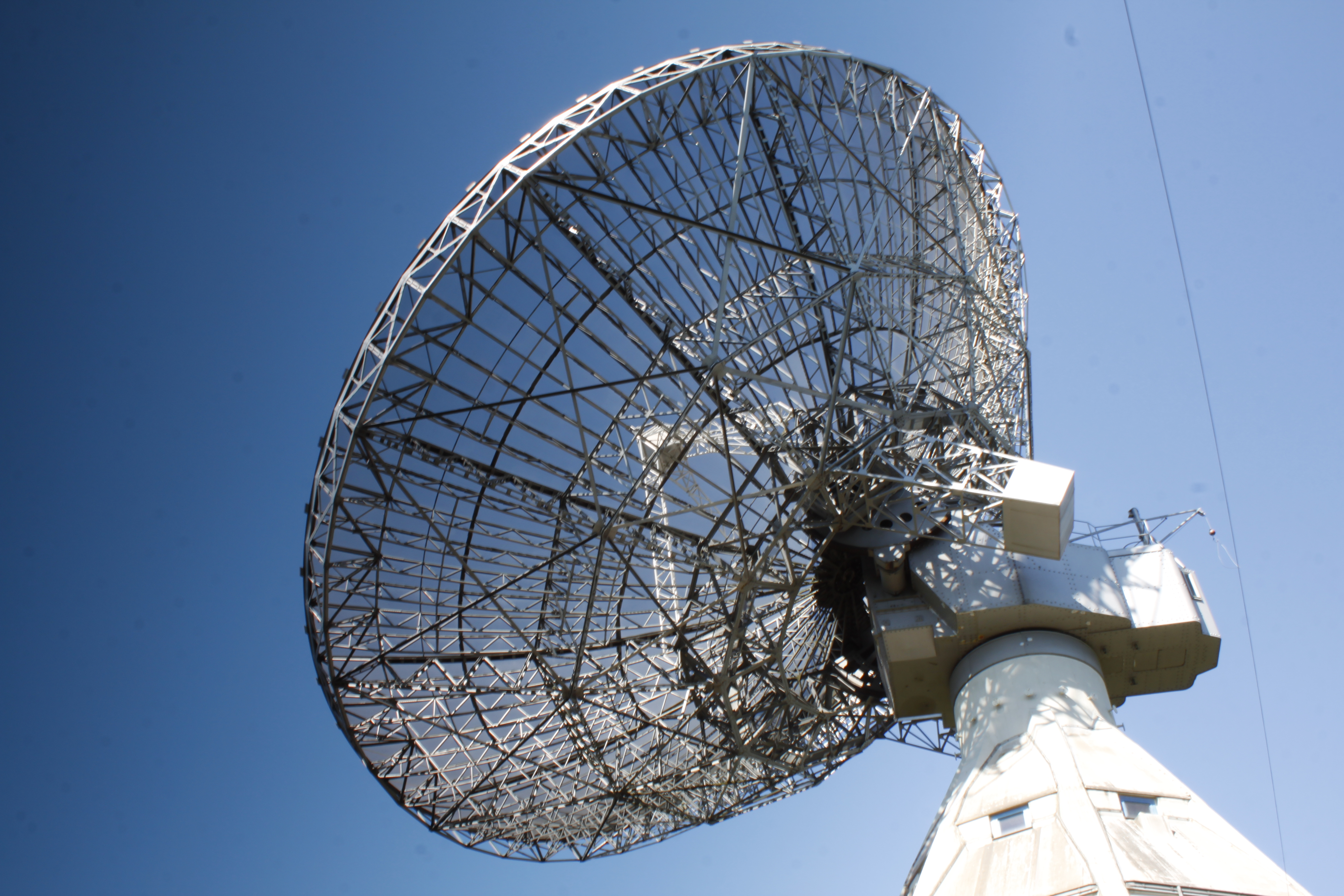
Blick auf den Verstellmechanismus (vertikal)